# ガール (小説)
『ガール』（Girl）は、日本の小説家・奥田英朗のオムニバス小説。単行本は2006年1月21日に講談社から刊行され、2009年1月15日に講談社文庫より文庫化された。2012年には香里奈主演で映画化された。

## 収録作品
- ヒロくん（『小説現代』2003年8月号）
- マンション（『小説現代』2003年11月号）
- ガール（『小説現代』2004年3月号）
- ワーキング・マザー（『小説現代』2005年6月号） - アンソロジー『きみが見つける物語 オトナの話編』にも収録。
- ひと回り（『小説現代』2005年8月号）

## 映画
2012年5月26日、東宝系にて全国公開。映画版では原作全5編のうち、「ヒロくん」「ガール」「ワーキング・マザー」「ひと回り」の4編を再構成し、4人のキャリアウーマンたちの友情や恋愛を描いた1つの物語として展開される。
全国286スクリーンで公開され、2012年5月26、27日の初日2日間で興収1億2,014万8,500円、動員8万8,267人になり映画観客動員ランキング（興行通信社調べ）で初登場第4位となっている。

### キャスト
- 滝川由紀子：香里奈
- 武田聖子：麻生久美子
- 小坂容子：吉瀬美智子
- 平井孝子：板谷由夏
- 武田博樹：上地雄輔
- 今井哲夫：要潤
- 和田慎太郎：林遣都
- 北村裕子：波瑠
- 安西博子：加藤ローサ
- 初音映莉子
- 千恵：吉田羊
- 野島かほり：黒川芽以
- 森崎博之
- 野間口徹
- 木原部長：矢島健一
- モロ師岡
- 池田成志
- 「小川亭」マスター：諏訪太朗
- 由紀子の母：粟田麗
- 聖子の母：左時枝
- 容子の父：中丸新将
- 森本蒼太：向井理
- 光山晴美：檀れい
- 牧野部長：段田安則

### スタッフ
- 原作：奥田英朗
- 監督：深川栄洋
- 脚本：篠﨑絵里子
- 音楽：河野伸
- 主題歌：西野カナ「私たち」（SME Records）
- 挿入歌：MiChi「Revolution」「Just The Way You Are」（ソニー・ミュージックアソシエイテッドレコーズ）[4]
- エグゼクティブプロデューサー：濱名一哉
- プロデューサー：久保田修
- 撮影監督：河津太郎
- 編集：今井剛
- 制作プロダクション：C&Iエンタテインメント
- 配給：東宝
- 製作：“GIRL” Movie Project（TBSテレビ、電通、東宝、テンカラット、毎日放送、ポニーキャニオン、中部日本放送、講談社、ソニー・ミュージックエンタテインメント、WOWOW、キアロスクーロ、KDDI、Yahoo! JAPAN、北海道放送、東北放送、静岡放送、中国放送、RKB毎日放送、TSUTAYA）

### 映像ソフト化
2012年11月21日にBlu-ray&DVDリリース(発売元：TBS、販売元：ポニーキャニオン)
プラチナスタイル(Blu-ray2枚組)(DVD2枚組)とカジュアルスタイル(DVD1枚組)の3種でリリース
プラチナスタイルBlu-ray【本編Blu-ray+特典DVD】(2枚組)
【封入特典】
ブックレット(24P予定)
〈特典映像〉
予告編・SPOT集
プロモーション映像
プラチナスタイルDVD【本編DVD+特典DVD】(2枚組)
【封入特典】
ブックレット (24P予定)
〈特典映像〉
予告編・SPOT集
プロモーション映像
カジュアルスタイル　DVD (1枚組)
〈特典映像〉
予告編・SPOT集
プロモーション映像
先着購入特典
限定ポストカードセット (3枚組)

### テレビ放送
2015年12月30日の1:30 - 3:50（JST）にTBSで地上波初放送された。